# Himantolophus albinares
Himantolophus albinares — вид вудильникоподібних риб родини Himantolophidae. Це морський, батипелагічний вид. Широко поширений в Атлантичному окені на глибині 330—1950 м. Тіло сягає завдовжки 7,5-19 см.